# Raid di Cuxaven
Il raid aereo di Cuxhaven venne condotto dalle forze inglesi contro le forze navali tedesche, il 25 dicembre del 1914.
Gli aerei furono infatti trasportati a bordo di portaerei, scortate da entrambi i lati da navi e sottomarini. Il raid danneggiò le strutture terrestri tedesche.
In realtà, l'offensiva venne fatta passare per un semplice "volo di ricognizione sulla baia di Helgoland, tra le città di Cuxhaven, Wilhelmshaven e Helgoland, appunto, in cui si presentò anche l'occasione per bombardare punti nevralgici dell'Impero tedesco settentrionale".
Il 24 dicembre 1914, sotto il comando del Commodoro Reginald Tyrwhitt, gli incrociatori leggeri HMS Arethusa (1913) e HMS Undaunted (1914), insieme ad otto cacciatorpediniere della 3ª Flottiglia cacciatorpediniere, salparono da Harwich con le portaerei HMS Engadine (1911), HMS Riviera e HMS Empress (1914), ciascuno trasportando tre idrovolanti Short. Due cacciatorpediniere e dieci sottomarini sotto il comando del commodoro Roger Keyes agirono come scorta. Alle 06:00 del 25 dicembre la forza era in una posizione di 12 miglia nautiche (22 km) a nord di Helgoland ed i sette idrovolanti furono lanciati con successo entro le 07:00. Il loro obiettivo principale era quello di attaccare gli hangar dei dirigibili a Cuxhaven, ma avevano anche il compito di ricognizione della base navale di Wilhelmshaven. Il maltempo sul terreno ha fatto sì che nessuno degli aerei trovasse l'obiettivo, ma fu fatta un'indagine approfondita delle installazioni navali tedesche ed una serie di bombe sganciate su vari obiettivi. Mentre gli aerei britannici volavano sopra la Germania, la forza navale navigò al largo della costa nemica in attesa del loro ritorno. Il traffico radio intercettato dimostrò che i tedeschi erano ben consapevoli della loro presenza, ma la loro marina non fece alcun tentativo di contrastarli. Vennero attacchi da un certo numero di idrovolanti tedeschi e da due degli Zeppelin, ma furono scacciati dal fuoco britannico. Solo tre aerei (tra i quali quello di Charles Edmonds) riuscirono a tornare dalla flotta, mentre altri tre rimasero a corto di carburante e furono costretti a scendere in mare vicino a Norderney, dove furono raccolti dal sottomarino HMS E11. Il settimo pilota ammarò dopo aver subito un guasto al motore e fu prelevato da un peschereccio olandese e portato in Olanda, prima di tornare in Inghilterra.